# Lamas (Moraña)
Lamas (oficialmente Santa Cruz de Lamas) es una parroquia española del municipio de Moraña, perteneciente a la provincia de Pontevedra, en la comunidad autónoma de Galicia.

## Historia
Hacia mediados del siglo XIX, el lugar, por entonces referido como una feligresía, tenía contabilizada una población de 440 habitantes. Aparece descrito en el décimo volumen del Diccionario geográfico-estadístico-histórico de España y sus posesiones de Ultramar de Pascual Madoz con las siguientes palabras:

LAMAS (Sta. Cruz): felig. en la prov. de Pontevedra (3 leg.), part. jud. de Caldas de Reyes (1), dióc. de Santiago (5). ayunt. de Moraña (1/2): sit. á la der. del r. Umia, donde la combaten todos los vientos; el clima es templado y saludable. Tiene 107 casas distribuidas en los l. de Fuente, Grijó, Iglesia, Chayan, Peroja, Silboso, Telleiro y Souto. Hay escuela de primeras letras frecuentada por niños de ambos sexos, cuyos padres dan al maestro la retribucion convenida. Para surtido de los vec. se cuentan bastantes fuentes de buenas aguas. La igl. parr. (Sta. Cruz) está servida por un cura de provision en concurso. Tambien hay 2 ermitas, titulada la una Ntra. Sra. de las Mercedes en el l. de Peroja, y la otra Santa Elena en el de Silboso; esta última se halla casi arruinada. Confina el térm. N. Baños de Cuntis; E. Sayanes; S. Troanes. y O. Moraña. El terreno participa de monte y llano, y es de regular calidad. Le cruzan el indicado r. Umia, sobre el cual existe el puente llamado Taboada, y otro riach. denominado Portoamos que tambien tiene otro puente. Atraviesa por el térm. la verda real que desde la c. de Santiago conduce á Pontevedra; el correo se recibe de Caldas de Reyes 2 veces á la semana. prod.: trigo, escanda, maiz, centeno, panizo, legumbres, hortaliza, furtas, vino y pastos; se cria toda especie de ganado en particular mular que es el mas preferido; caza de liebres, conejos, perdices, codornices y otras aves; y pesca de anguilas y truchas. ind.: la agricultura y 16 molinos harineros. pobl.: 103 vec., 440 alm. contr.: con su ayuntamiento. (V.)
(Madoz, 1847, p. 51)

En 2022, tenía empadronados 302 habitantes.

## Patrimonio
Hay en la parroquia una iglesia de Santa Cruz.